# Pireziërs
Pireziërs is een fictief volk dat wereldwijd bekendheid kreeg toen bleek dat 68% van de Hongaren liever geen Pireziërs wilde toelaten. 
Het Hongaarse Tarki instituut deed onderzoek naar de tolerantie van Hongaren tegenover vreemdelingen. 68% van de ondervraagden gaf in maart 2007 liever geen asielzoekers uit het niet bestaande Pirez toe te laten. In eenzelfde enquête in februari was dat nog 59%. 